# 于贝尔·帕罗
于贝尔·帕罗（法語：Hubert Parot，1933年5月23日—2015年1月14日），法国男子马术运动员。他曾代表法国参加1972年和1976年夏季奥林匹克运动会马术比赛，其中1976年奥运会获得一枚金牌。